# Isländische Eishockeyliga 2023/24
Die Saison 2023/24 war die 32. Spielzeit der isländischen Eishockeyliga, der höchsten isländischen Eishockeyspielklasse. Meister wurde erneut Skautafélag Reykjavíkur, der im Finale Skautafélag Akureyrar mit 3:2 Spielen besiegen konnte.

## Modus
Insgesamt nahmen drei Mannschaften an der Meisterschaft teil. Insgesamt traf jedes Team acht Mal auf jedes andere Team, sodass 16 Spieltage absolviert wurden. Für einen Sieg in der regulären Spielzeit gab es drei, für einen Sieg in der Overtime zwei, für eine Niederlage in der Overtime einen und für eine Niederlage in der regulären Spielzeit keine Punkte.
Für die Finalserie sind die beiden bestplatzierten Mannschaften nach 16 Spieltagen qualifiziert. Sie spielen dort in einem Best-of-Five-Modus den isländischen Meister aus.

## Hauptrunde
| Pl. |                         | Sp | S  | OTS | OTN | N  | Tore  | Punkte |
| 1.  | Skautafélag Akureyrar   | 16 | 13 | 0   | 1   | 2  | 90:60 | 40     |
| 2.  | Skautafélag Reykjavíkur | 16 | 6  | 1   | 1   | 8  | 80:65 | 21     |
| 3.  | Ungmennafélagið Fjölnir | 16 | 2  | 2   | 1   | 11 | 48:93 | 11     |

Sp = Spiele, S = Siege, OTS = Overtime-Siege, OTN = Overtime-Niederlage, N = Niederlagen

## Finale
- Skautafélag Reykjavíkur – Skautafélag Akureyrar 3:2 (4:3, 4:5, 1:7, 5:3, 3:2)